# Dryops lutulentus
Dryops lutulentus é uma espécie de insetos coleópteros polífagos pertencente à família Dryopidae.
A autoridade científica da espécie é Erichson, tendo sido descrita no ano de 1847.
Trata-se de uma espécie presente no território português.